# Scopula straminea
Scopula straminea là một loài bướm đêm trong họ Geometridae.